# Itzhak Vissoker
Itzhak Vissoker,  (in ebraico יצחק ויסוקר‎?; 18 settembre 1944), è un ex calciatore israeliano, di ruolo portiere.

## Carriera
Durante la sua carriera giocò in patria con Hapoel Petah Tiqwa e Maccabi Netanya.
Partecipò alla Coppa del Mondo “Jules Rimet” 1970, l'unica partecipazione della storia della Nazionale israeliana a questa competizione.

## Palmarès

### Competizioni nazionali
- Campionato israeliano: 2

Maccabi Netanya: 1977-1978, 1979-1980
- Coppa di Stato: 1

Maccabi Netanya: 1977-1978

### Nazionale
- Coppa d'Asia: 1

Israele 1964